# Опасные профессии
Опасная профессия — это вид профессиональной деятельности, сопряженный (постоянно или в силу сложившихся обстоятельств) с условиями труда, при которых на работника воздействуют вредные и (или) опасные производственные факторы, что обусловливает угрозу жизни работника и высокий риск развития заболевания в период трудовой деятельности. В большинстве экстремальных профессий (например, летчики, спасатели и т. д.) очень велика плата за ошибочные действия и права на ошибку просто нет.

## Законодательный аспект
Согласно пятому пункту статьи 14 «Классификация условий труда» Федерального закона от 28.12.2013 N 426-ФЗ условия труда по степени вредности и (или) опасности подразделяются на четыре класса — оптимальные, допустимые, вредные и опасные условия труда (по степени увеличения угрозы). К 4 классу или опасным условиям труда относятся условия труда, при которых на работника воздействуют вредные и (или) опасные производственные факторы, уровни воздействия которых в течение всего рабочего дня (смены) или его части способны создать угрозу жизни работника, а последствия воздействия данных факторов обусловливают высокий риск развития острого профессионального заболевания в период трудовой деятельности.

### Области опасных профессий
Согласно Постановлению Правительства РФ от 16.07.2014 N 665 «О списках работ, производств, профессий, должностей, специальностей и учреждений (организаций), с учетом которых досрочно назначается страховая пенсия по старости, и правилах исчисления периодов работы (деятельности), дающей право на досрочное пенсионное обеспечение» с особо вредными и особо тяжелыми условиями труда (то есть опасными — как крайняя степень тяжести и вреда) считаются многие профессии следующих областей:
- горного дела, добычи руд (бурильщики, взрывники, вагонетчики, забойщики);
- изготовления взрывчатых веществ и боеприпасов (мотористы, операторы, фильтровальщики);
- чёрной и цветной металлургии, металлообработки (огнеупорщики, дробильщики, клеймовщики);
- коксовых и коксохимических производств, углеподготовка (сортировщики, весовщики, сепараторщики);
- фармацевтической промышленности (биохимики, лаборанты, контролеры);
- здравоохранения и соцобеспечения (врачи, медсёстры);
- никотинового производства (размольщики табака, сушильщики);
- лесозаготовительной и лесоперерабатывающей промышленности;
- пожарной охраны, противопожарных и аварийно-спасательных служб;
- производства строительных материалов;
- стекольного и фарфоро-фаянсового производства;
- производства изделий электронной техники и радиоаппаратуры.

## Психологический аспект
Важным для обеспечения безопасности представителей опасных профессий является развитие такой отрасли психологии как психология безопасности, которая изучает в том числе и психологические факторы, способствующие возникновению несчастных случаев, а также возможные пути их предотвращения. В её русле делается акцент именно на положительном феномене безопасности, а не на негативных терминах «катастрофа» или «авария».

Также при изучении опасных профессий необходимо применять ряд сопутствующих терминов, таких как:
- Эффективность деятельности — это некий интегральный показатель оптимальности соотнесения полученных результатов с затраченными ресурсами[4]. Эффективность деятельности обусловлена функциональным состоянием работника[5]. Функциональное состояние характеризуется по двум критериям: надежность и внутренняя цена деятельности.

- Надежность деятельности — это способность человека к устойчивой и стабильной деятельности на протяжении заданного периода времени[6]. В надежность входят точность, своевременность и безотказность действий.

- Показатели цены деятельности дают оценку функционального состояния человека с точки зрения затрат его внутренних ресурсов, перенапряжение которых оказывает влияние на здоровье человека.

### Специфика труда
У многих представителей опасных профессий существуют серьёзные проблемы с физическим здоровьем. Их психическое здоровье тоже оставляет желать лучшего: общий уровень стресса у профессионалов данных областей превышает допустимые нормы.
Работа в экстремальных условиях труда характеризуется следующими факторами:
- наличие угрозы жизни и здоровью;
- психологическое и физическое перенапряжение, переутомление;
- вынужденная смена ритмов бодрствования и сна;
- ожидание и вынужденное бездействие;
- монотонность и однообразие выполняемых действий;
- внезапность происходящих событий при дефиците времени ведет к информационная перегрузка;
- оторванность от семей, смена привычного образа жизни.

Воздействие данных факторов на сотрудников отражается в обширном спектре проявлений профессионального стресса, который можно разделить на три группы:
1. Первичные последствия — негативные психические состояния, возникающие непосредственно в ответ на конкретный стрессор (или группу стрессоров) в процессе и в связи с условиями профессиональной деятельности (состояния утомления и переутомления, эмоциональный стресс, психоневротические реакции, острые стрессовые расстройства и т. д.);
2. Вторичные последствия — негативные психические состояния, возникающие в результате неуспешных и/или неадекватных попыток преодоления стрессового состояния или их несвоевременности (или полного отсутствия), недостаточной психологической поддержки со стороны значимого социального окружения (семья, коллеги, руководители). Это «профессиональные выгорания», снижение работоспособности, посттравматические стрессовые расстройства, злоупотребление алкоголем и/или наркотическими средствами, повышенная агрессивность, депрессивные состояния и т. д.;
3. Третичные последствия — негативные психические состояния, отражающие общее снижение качества и эффективности социального функционирования как отдельного сотрудника, так и группы в целом (увольнение со службы, текучесть кадров, ухудшение атмосферы в коллективе, большое количество дисциплинарных нарушения, снижение удовлетворенности службой, повышенная конфликтность).

### Портрет идеального представителя опасных профессий
Согласно исследованиям Московской службы психологической помощи, в психологический портрет личности здорового и стрессоустойчивого представителя опасных профессий входят следующие характеристики:
- высокая активность;
- решительность;
- преобладание мотивации достижения;
- выраженные лидерские качества;
- высказывание претензий в случае их возникновения напрямую — как защитная реакция в стрессовой ситуации;
- высокий контроль сознания;
- самокритичность;

И одновременно:
- творческая ориентированность;
- романтические наклонности;
- чуткость;
- дружелюбность и склонность к сотрудничеству;
- широкий круг интересов

Эти две разнонаправленные тенденции уравновешивают и взаимодополняют друг друга, обеспечивая представителю опасной профессий высокий уровень приспособительных возможностей.